# Precovery
En astronomía, precovery —del inglés prediscovery recovery, recuperación predescubrimiento — es un término que describe el proceso por el cual se identifica un objeto conocido en imágenes de archivo o placas fotográficas para calcular una órbita en forma más precisa. El nombre proviene de hacer nuevas observaciones de objetos observados previamente luego de un periodo sin observaciones. Esto ocurre con frecuencia con los planetas menores, pero en ocasiones también se encuentran cometas, planetas enanos o un satélite natural en imágenes de archivo; incluso se obtuvieron observaciones precovery de exoplanetas.
Para calcular la órbita de un objeto astronómico se debe medir su posición en múltiples ocasiones. Cuanto más separadas en el tiempo sean las medidas, mayor precisión tendrá la órbita calculada. Sin embargo, para un objeto recién descubierto, solo se puede disponer de los valores de la posición de unos pocos días o semanas, lo que es suficiente para un cálculo preliminar (impreciso) de la órbita.
Cuando un objeto es de interés particular (como asteroides que podrían impactar con la Tierra), los investigadores comienzan una búsqueda de imágenes precovery. Usando el cálculo de la órbita preliminar para predecir donde el objeto puede aparecer en viejas imágenes de archivo (a veces de décadas atrás), se buscan las imágenes para ver si en realidad ya había sido fotografiado. Si es así, se puede realizar un cálculo de orbitales mucho más preciso.
Hasta que estuvieron disponibles las computadoras rápidas, era poco práctico analizar y medir las imágenes para descubrir posibles planetas menores porque esto implicaba una considerable cantidad de mano de obra. Por lo general, este tipo de imágenes se hicieron años o décadas antes para otros fines (estudios de galaxias, etc.), y no valía la pena invertir tiempo en buscar imágenes precovery de asteroides ordinarios. Hoy en día, las computadoras pueden analizar fácilmente las imágenes digitales astronómicas y compararlas con los catálogos de estrellas que contienen mil millones o más posiciones de estrellas para ver si alguna de ellas es en realidad una imagen precovery del objeto recién descubierto. Esta técnica se ha utilizado desde la década de 1990 para determinar las órbitas de un enorme número de planetas menores.

## Ejemplos
En un caso extremo de precovery, el 31 de diciembre de 2000, se descubrió un objeto designado como 2000 YK66, y se calculó una órbita cercana a la Tierra. Precovery reveló que había sido previamente descubierto el 23 de febrero de 1950, se le había dado la designación provisional 1950 DA, y luego se perdió durante medio siglo. El período de observación excepcionalmente largo permite un cálculo de la órbita inusualmente precisa, y el asteroide tenía una pequeña posibilidad de chocar con la Tierra. Después de que la órbita de un asteroide se calcula con precisión suficiente, se puede asignar un número (en este caso, (29075) 1950 DA).
El asteroide (69230) Hermes fue encontrado y numerado en 2003, pero resultó ser un descubrimiento de 1937 que tenía nombre pero no número y que se había perdido posteriormente. Por consiguiente se le dejó su antiguo nombre «Hermes». El centauro (2060) Quirón fue descubierto en 1977, y fue localizado en imágenes precovery de 1895.
Otro caso extremo se trata de Neptuno. Galileo observó Neptuno el 28 de diciembre de 1612 y el 27 de enero de 1613, cuando se encontraba en una parte de su órbita donde estaba casi directamente detrás de Júpiter, visto desde la Tierra. Debido a que Neptuno se mueve muy lentamente y es muy débil en relación con otros planetas conocidos de la época, Galileo confundió a Neptuno con una estrella fija, dejándolo sin ser descubierto hasta 1846. Hizo notar que la «estrella» Neptuno parecía moverse, observando que entre sus dos observaciones su distancia aparente a otra estrella había cambiado. Sin embargo, a diferencia de las imágenes fotográficas, los dibujos de Galileo no son suficientemente precisos como para ser utilizados en el refinamiento de la órbita de un objeto. En 1795, Lalande también confundió a Neptuno con una estrella. En 1690, John Flamsteed hizo lo mismo con Urano, incluso catalogándolo como "34 Tauri".

### Planetas enanos
Fechas de descubrimiento y predescubrimiento para planetas enanos y candidatos:
| Planeta enano (o candidato) | Descubrimiento Año | Precovery Año |
| --------------------------- | ------------------ | ------------- |
| Ceres                       | 1801               | ninguno       |
| Plutón                      | 1930               | 1914          |
| Huya                        | 2000               | 1996          |
| Ixion                       | 2001               | 1982          |
| Quaoar                      | 2002               | 1954          |
| Sedna                       | 2003               | 1990          |
| Orcus                       | 2004               | 1951          |
| Haumea                      | 2004?              | 1955          |
| Eris                        | 2005               | 1954          |
| Makemake                    | 2005               | 1955          |
| Gonggong                    | 2007               | 1985          |